# Winter-Universiade 2017/Shorttrack
Bei der Winter-Universiade 2017 wurden acht Wettkämpfe im Shorttrack ausgetragen.

## Bilanz

### Medaillenspiegel
| Platz  | Land       | Gold | Silber | Bronze | Gesamt |
| ------ | ---------- | ---- | ------ | ------ | ------ |
| 1      | Südkorea   | 6    | 3      | 1      | 10     |
| 2      | China      | 2    | 3      | –      | 5      |
| 3      | Kasachstan | –    | 1      | 5      | 6      |
| 4      | Russland   | –    | 1      | –      | 1      |
| 5      | Japan      | –    | –      | 2      | 2      |
| Gesamt | Gesamt     | 8    | 8      | 8      | 24     |

### Medaillengewinner

#### Männer
| Disziplin      | Gold                                                     | Silber                                                                  | Bronze                                                                                 |
| -------------- | -------------------------------------------------------- | ----------------------------------------------------------------------- | -------------------------------------------------------------------------------------- |
| 500 m          | Kim Do-kyoum                                             | Absal Äschighalijew                                                     | Denis Nikischa                                                                         |
| 1000 m         | Lim Kyoung-won                                           | Park Ji-won                                                             | Denis Nikischa                                                                         |
| 1500 m         | Park Ji-won                                              | Kim Do-kyoum                                                            | Nurbergen Schumaghasijew                                                               |
| 5000 m Staffel | ChinaChen Guang Song Haochen Xu Fu Yu Wei Zhang Hongchao | RusslandArtjom Denissow Andrei Michasew Kirill Schaschin Timur Sacharow | KasachstanAbsal Äschighalijew Aidar Beqschanow Denis Nikischa Nurbergen Schumaghasijew |

#### Frauen
| Disziplin      | Gold                                                                  | Silber                                                      | Bronze                                                                                      |
| -------------- | --------------------------------------------------------------------- | ----------------------------------------------------------- | ------------------------------------------------------------------------------------------- |
| 500 m          | Zang Yize                                                             | Xu Aili                                                     | Kim A-lang                                                                                  |
| 1000 m         | Son Ha-kyung                                                          | Xu Aili                                                     | Ayame Nakano                                                                                |
| 1500 m         | Son Ha-kyung                                                          | Kim A-lang                                                  | Moemi Kikuchi                                                                               |
| 3000 m Staffel | SüdkoreaKim A-lang Hwang Hyun-sun Noh Do-hee Son Ha-kyung Kang Ji-hee | ChinaSun Yingying Zang Yize Xu Aili Zhang Xiyang Sun Xinlin | KasachstanKim Yeong-a Anastassija Krestowa Madina Schanbussinowa Anita Nagai Olga Tichonowa |